# Teclado Simplificado Dvorak

Layout estadunidense do teclado Simplificado Dvorak

Layout estadunidense do Dvorak para uso da mão esquerda.

Layout estadunidense do Dvorak para uso da mão direita.

O Teclado Simplificado Dvorak (AFI: [/'dvoræk/]) foi um layout de teclado desenvolvido pelos designers August Dvorak e William Dealey em 1920 e 1930 como uma alternativa para o mais comum QWERTY.
O Teclado Simplificado Dvorak é recomendado por ergonomistas, pois uma pessoa digitando em inglês no Dvorak move seus dedos por uma distância 42% menor do que se estivesse digitando num teclado QWERTY.[carece de fontes?]
O teclado Dvorak nunca chegou a ser amplamente adotado. Tanto os fabricantes quanto os usuários foram resistentes ao layout radicalmente diferente do tradicional QWERTY, que exige a reaprendizagem da dactilografia.
Foram desenvolvidas diferentes adaptações do Dvorak para outras línguas, como por exemplo o iDvorak (Italiano), Dvorak-fr (Francês), o BR-Nativo (Brasileiro) e outros.
Existem versões do Dvorak para uso de uma só mão. Esses layouts, um para mão direita e outro para mão esquerda, reagrupam as letras mais importantes em uma das metades do teclado, facilitando o uso para pessoas que, por uma razão ou outra, não possam se servir das duas mãos.[carece de fontes?]

## Características
No teclado QWERTY, para o inglês, o uso da mão esquerda é de 43,5% e da direita de 56,5%. No DVORAK ocorre o oposto, a esquerda com 56,5% de uso e  a direita com 43,5%.
Ainda para o inglês, o QWERTY apresenta uso de 52% para as letras da 1ª linha, 32% para a 2ª e 16% para a 3ª. No DVORAK, a linha mais usada é a 2ª (a do meio) com 70% de utilização. Aí ficam as 5 vogais (à esquerda) e as 5 consoantes mais usadas (à direita); a 1ª linha tem uso de 22% e a 3ª de somente 8%.
Na linha superior do QWERTY, a sequência do algarismos é de 1 a 9; No Dvorak, à esquerda ficam os ímpares na ordem 7-5-3-1-9; e à direita ficam os pares na ordem 0-2-4-6-8; Porém, no BR-Nativo (“Dvorak brasileiro”), a sequência numérica é a mesma do padrão QWERTY;
O “Dvorak” BR-Nativo apresenta outra pequena diferença em relação ao Inglês – há um “Ç” bem à esquerda da 3ª linha (depois da tecla :;).
Estatísticas do Dvorak brasileiro comparados ao QWERTY:
- 1ª linha – QWERTY 49%; Dvorak Br 19,5%
- 2ª linha – QWERTY 33,5%; Dvorak 71,5%
- 3ªlinha – QWERTY 17,5%: Dvorak 9%
- Mão Esquerda – QWERTY 61%, Dvorak 52%
- Mão Direita - QWERTY 39%, Dvorak 48%